# Hypercompe syntomiformis
Hypercompe syntomiformis är en fjärilsart som beskrevs av Guen. Hypercompe syntomiformis ingår i släktet Hypercompe och familjen björnspinnare. Inga underarter finns listade i Catalogue of Life.